# Broken Silence (Foxy Brown)
Broken Silence è il terzo album in studio della rapper statunitense Foxy Brown, pubblicato nel 2001.

## Tracce
1. Intro - Broken Silence – 2:16
2. Fallin' (featuring Young Gavin) – 3:09
3. Oh Yeah (featuring Spragga Benz) – 4:21
4. B.K. Anthem – 4:19
5. The Letter (featuring Ronald Isley) – 6:58
6. 730 – 4:13
7. Candy (featuring Kelis) – 3:44
8. Tables Will Turn (featuring Baby Cham) – 3:32
9. Hood Scriptures – 3:47
10. Run Dem (featuring Baby Cham) – 3:58
11. 'Bout My Paper (featuring Mystikal) – 4:00
12. Run Yo Shit (featuring Capone-N-Noreaga) – 4:32
13. Nana Be Like – 3:35
14. Gangsta Boogie – 4:14
15. I Don't Care (featuring Kori) – 2:19
16. So Hot (featuring Young Gavin) – 3:43
17. Saddest Day (featuring Wayne Wonder) – 4:44
18. Broken Silence (con Darius) – 4:59